# Bourguignons (Aube)
Bourguignons é uma comuna francesa na região administrativa de Grande Leste, no departamento de Aube. Estende-se por uma área de 16,42 km². Em 2010 a comuna tinha 286 habitantes (densidade: 17,4 hab./km²).